# Хейдеманн, Ханс
Ханс Хейдеманн (эст. Hans Heidemann, 28 октября (9 ноября) 1896, Вагенкюлль, Эстляндская губерния, Российская империя, ныне Эстония — 29 августа 1925 года, около Тарту, Эстония) — эстонский политик и государственный деятель.

## Биография
Член Коммунистической партии Эстонии с 1922 года. Вместе с Вилли Троммелем — один из руководителей Перводекабрьского восстания 1924 года в Тарту, арестованные до начала выступления. Расстрелян жандармами около Тарту. В 1923–1924 годах был депутатом Рийгикогу.

## Память
- В 1940–1941 и 1944–1991 годах улица Юлиуса Куперьянова[эст.] носила имя Ханса Хейдеманна.
- Его имя также носила одна из типографий научной литературы в Тарту.